# ONE PIECE 麦わら劇場
ONE PIECE 麦わら劇場（ワンピース むぎわらげきじょう）は、尾田栄一郎の漫画『ONE PIECE』における番外編。デフォルメタッチで描かれた、数ページの短編作品。
「麦わら劇場」と題のつく最初のものは、第304話「長い島の冒険」に付属した、4ページのオールカラー漫画「海の音楽会」である。その後、総集編に3ページのおまけ漫画として『REPORT TIME』が掲載される。この作品を皮切りに、総集編におまけ漫画5話が掲載され、これらがアニメ化される際、「麦わら劇場」というシリーズ名が付けられた。
『REPORT TIME』から『SPACE TIME』までは『ONE PIECE YELLOW』に収録されている。2020年9月16日、作品をまとめた単行本『ONE PIECE 麦わら大劇場』が電子版限定で発売された。

## 一覧
『CHOPPER MAN』麦わら劇場 その1
『ONE PIECE総集編 6TH LOG "ARABASTA"』掲載。チョッパーマンを参照。
『REPORT TIME』麦わら劇場 その2
『ONE PIECE総集編 2ND LOG "SANJI"』掲載。サンジが麦わらの一味の仲間になるまでの、ルフィ・ゾロ・ナミ・ウソップの食生活をリポート。
『OBAHAN TIME』麦わら劇場 その3
『ONE PIECE総集編 3RD LOG "NAMI"』掲載。麦わらの一味のメンバーが、オバハンとなって登場。
『仁義ないTIME』麦わら劇場 その4
『ONE PIECE総集編 5TH LOG "CHOPPER"』掲載。麦わらの一味のメンバーが、マフィアとなって登場。
『MONSTER TIME』麦わら劇場 その5
『ONE PIECE総集編 7TH LOG "VIVI"』掲載。麦わらの一味のメンバーが、幻獣となって登場。
『SPACE TIME』
『ONE PIECE YELLOW』書き下ろし。宇宙を舞台にした話。
『3年SEA組赤髪TIME』
『ONE PIECE 10TH TREASURES』掲載。学園を舞台にした話。
『Marchen TIME』
『ONE PIECE総集編 10TH LOG "BELL"』掲載。麦わらの一味のメンバーが、童話の世界の人物となって登場。アイデアを読者から募集した中の1人のアイデア。
『FAMILY TIME』
『ONE PIECE総集編 13TH LOG "NICO ROBIN"』掲載。麦わらの一味のメンバーが、家族となって登場。読者のリクエストしたテーマが採用され漫画になった。SBSに掲載された「麦わらの一味のキャラクターを家族に例えると何になるか？」の回答とは違った内容となっている。
『ED SULLIVAN SHOW』
『ONE PIECE総集編 14TH LOG "FRANKY"』掲載。江戸を舞台にした話。読者からのアイデアは「ルフィ達が必殺仕事人だったら」だったが、作者が描きやすそうな追伸の「和モノも捨てがたい」を書いた。
『名探偵 LOOMES』
『ONE PIECE総集編 15TH LOG "THRILLER BARK"』掲載。
『CIRCUS TIME』
『ONE PIECE総集編 19TH LOG "MARINEFORD"』掲載。
『RPG TIME』
『ONE PIECE総集編 20TH LOG "ACE"』掲載。